# エストランジェイロ
『エストランジェイロ』（Estrangeiro）は、ブラジル人ミュージシャン、カエターノ・ヴェローゾが1989年に発表したスタジオ・アルバム。録音はニューヨークで行われた。

## 背景
当時、アンビシャス・ラバーズで活動していたアート・リンゼイとピーター・シェラーをプロデューサーに迎え、2人は演奏でも参加したのに加えて、「ジャスパー」をヴェローゾと共作した。また、ビル・フリゼールやマーク・リボーといったアメリカ人ギタリストもレコーディングに参加した。
「オス・オウトロス・ホマンチコス（その他のロマンチスト）」は、ブラジルで3千万人もの子供達が遺棄されている問題について言及しており、ヴェローゾは1989年のインタビューで「3千万人というのは決して大げさではない。もっと多いのではないかという推計もあるぐらいだ」と語っている。「メイア・ルア・インテイラ（丸い半月）」は、本作のレコーディングにも参加したブラジル人ミュージシャン、カルリーニョス・ブラウンが提供した曲である。

## 反響・評価
本作は、ヴェローゾの新作スタジオ・アルバムとしては初めてアメリカ盤も発売され、『ビルボード』のワールド・ミュージック・アルバム・チャートで13位を記録した。
John Douganはオールミュージックにおいて5点満点中3点を付け「冒険的で、奇異で、そしてしばしば美しくもあり、様々な意味で、ヴェローゾの作品としては最も問題意識に満ち、なおかつ最も絶妙な叙情が語られている」と評している。また、Jorge Casunoは『シカゴ・トリビューン』紙のレビューで満点の4点を付け「彼の息漏れ声や快活なボサノヴァのリズムと、ニューヨークのアヴァンギャルドのエレクトロニック・ノイズや苛烈なビートを、易々と融合している」と評している。
『Sounds and Colours』の編集者ラス・スレイターは、本作をヴェローゾの作品の中でも特に「エレクトロ色の強いアルバム」と位置付け、「分類が困難なアルバムで、エレクトロ、サンバ、ポップ、それに当時のモダン・カルチャーで漂っていたあらゆる要素を含んでいる」と評している。

## 収録曲
特記なき楽曲はカエターノ・ヴェローゾ作。
1. エストランジェイロ - "O Estrangeiro" - 6:15
2. ハイ・ダス・コーリス（色彩） - "Rai Das Cores" - 2:37
3. ブランキーニャ（白の少女） - "Branquinha" - 2:34
4. オス・オウトロス・ホマンチコス（その他のロマンチスト） - "Os Outros Românticos" - 4:56
5. ジャスパー - "Jasper" (Arto Lindsay, Peter Sherer, CaetanoVeloso) - 4:54
6. エスチ・アモール（この愛） - "Este Amor" - 3:26
7. オウトロ・ヘトラート（ポートレート） - "Outro Retrato" - 4:59
8. エトセトラ - "Etc." - 2:06
9. メイア・ルア・インテイラ（丸い半月） - "Meia Lua Inteira" (Carlinhos Brown) - 3:41
10. ジェニパッポ・アブソルット - "Genipapo Absoluto" - 3:22

## 参加ミュージシャン
- カエターノ・ヴェローゾ - ボーカル、アコースティック・ギター
- アート・リンゼイ - ギター(#1, #3, #4, #5, #9)、ボイス(#4)
- ビル・フリゼール - ギター(#1, #6)
- トニ・コスタ - ギター(#2, #9, #10)
- マーク・リボー - ギター(#4, #7)
- ピーター・シェラー - キーボード(#1, #2, #3, #4, #5, #6, #7, #9)
- タヴィーニョ・フィアーリョ - ベース(#2, #9)
- トニー・ルイス - ドラムス(#1)
- セシーニャ - ドラムス(#2, #9)
- ナナ・ヴァスコンセロス - パーカッション(#1, #5, #6, #7, #8)、ボーカル(#1)
- カルリーニョス・ブラウン（ポルトガル語版） - パーカッション(#2, #4, #9)